# Plantevækst
Plantevækst er et steds bevoksning fordelt på arter. Det kaldes også for stedets flora. Plantevæksten kan beskrives efter videnskabelige principper, der gør sammenligninger mulige, enten det sker over tid eller sat i forhold til andre steders plantevækst.
Den danske botaniker Christen C. Raunkiær udviklede de grundlæggende metoder til beskrivelse af plantevækst.